# Fantasy Filmfest 2018
Das 32. Fantasy Filmfest (2018) fand in der Zeit vom Mittwoch, den 5. September, bis Sonntag, den 16. September 2018, im Cinestar im Sony Center und im Zoopalast in Berlin; vom Mittwoch, den 12. September, bis Samstag, den 22. September 2018, im Cinemaxx am Isartor in München; vom Donnerstag, den 13. September, bis Sonntag, den 23. September 2018, im Savoy Filmtheater in Hamburg und in der Residenz Astor Film Lounge in Köln; vom Donnerstag, den 20. September, bis Sonntag, den 30. September 2018, in der Harmonie in Frankfurt am Main; sowie vom Donnerstag, den 25. September, bis Sonntag, den 30. September 2018, im Metropol in Stuttgart und im Cinecitta in Nürnberg statt.
Die Fantasy Filmfest White Nights fanden in der Zeit vom Samstag, den 20. Januar, bis Sonntag, den 21. Januar 2018, im Cinestar im Sony Center in Berlin, in der Harmonie in Frankfurt am Main, in der Residenz Astor Film Lounge in Köln, im Metropol in Stuttgart und im Cinecitta in Nürnberg; sowie vom Samstag, den 27. Januar, bis Sonntag, den 28. Januar 2018, im Savoy Filmtheater in Hamburg und im Cinemaxx am Isartor in München statt.
Die Fantasy Filmfest Nights fanden in der Zeit vom Samstag, den 21. April, bis Sonntag, den 22. April 2018, im Savoy Filmtheater in Hamburg und im Metropol in Stuttgart; vom Samstag, den 28. April, bis Sonntag, den 29. April 2018, im Cinemaxx am Isartor in München; sowie vom Samstag, den 5. Mai, bis Sonntag, den 6. Mai 2018, im Cinestar im Sony Center in Berlin, in der Harmonie in Frankfurt am Main, in der Residenz Astor Film Lounge in Köln und im Cinecitta in Nürnberg statt.
Alle hier aufgeführte Filme wurden in allen Städten gezeigt.

## Liste der gezeigten Filme
| Fantasy Filmfest White Nights | Fantasy Filmfest White Nights                    | Fantasy Filmfest White Nights | Fantasy Filmfest White Nights | Fantasy Filmfest White Nights |
| Originaltitel                 | Deutscher Titel                                  | Land                          | Jahr                          | Regisseur                     |
| ----------------------------- | ------------------------------------------------ | ----------------------------- | ----------------------------- | ----------------------------- |
| A Beautiful Day               | --                                               | USA                           | 2017                          | Lynne Ramsay                  |
| Les Affamés                   | Les Affamés - Die Ausgehungerten (alt. Ravenous) | Kanada                        | 2017                          | Robin Aubert                  |
| Cold Skin                     | Cold Skin – Insel der Kreaturen                  | Spanien, Frankreich           | 2017                          | Xavier Gens                   |
| The Endless                   | --                                               | USA                           | 2017                          | Justin Benson, Aaron Moorhead |
| Ghost Stories                 | --                                               | Großbritannien                | 2017                          | Jeremy Dyson, Andy Nyman      |
| Hostile                       | --                                               | Frankreich                    | 2017                          | Mathieu Turi                  |
| Laissez bronzer les cadavres  | Leichen unter brennender Sonne                   | Frankreich, Belgien           | 2017                          | Hélène Cattet, Bruno Forzani  |
| The Little Hours              | --                                               | USA, Kanada                   | 2017                          | Jeff Baena                    |
| The Lodgers                   | The Lodgers – Zum Leben verdammt                 | Irland                        | 2017                          | Brian O’Malley                |
| The Shape of Water            | Shape of Water – Das Flüstern des Wassers        | USA, Kanada                   | 2017                          | Guillermo del Toro            |

| Fantasy Filmfest Nights       | Fantasy Filmfest Nights                   | Fantasy Filmfest Nights | Fantasy Filmfest Nights | Fantasy Filmfest Nights |
| Originaltitel                 | Deutscher Titel                           | Land                    | Jahr                    | Regisseur               |
| ----------------------------- | ----------------------------------------- | ----------------------- | ----------------------- | ----------------------- |
| Brawl in Cell Block 99        | --                                        | USA                     | 2017                    | S. Craig Zahler         |
| Het Tweede Gelaat             | Das letzte Opfer (alt. Control)           | Belgien                 | 2017                    | Jan Verheyen            |
| The Cured                     | The Cured: Infiziert. Geheilt. Verstoßen. | Irland                  | 2017                    | David Freyne            |
| Downrange                     | Downrange – Die Zielscheibe bist du!      | USA                     | 2017                    | Ryûhei Kitamura         |
| Hagazussa – A Heathen’s Curse | Hagazussa – Der Hexenfluch                | Deutschland, Österreich | 2017                    | Lukas Feigelfeld        |
| Isle of Dogs                  | Isle of Dogs – Ataris Reise               | USA                     | 2017                    | Wes Anderson            |
| Pyewacket                     | Pyewacket – Tödlicher Fluch               | Kanada                  | 2017                    | Adam MacDonald          |
| Revenge                       | --                                        | Frankreich              | 2017                    | Coralie Fargeat         |
| Ruin Me                       | --                                        | USA                     | 2017                    | Preston DeFrancis       |
| The Strangers: Prey at Night  | The Strangers: Opfernacht                 | USA                     | 2018                    | Johannes Roberts        |

| Fantasy Filmfest                   | Fantasy Filmfest                      | Fantasy Filmfest               | Fantasy Filmfest | Fantasy Filmfest                          | Fantasy Filmfest                             |
| Originaltitel                      | Deutscher Titel                       | Land                           | Jahr             | Regisseur                                 | Sparte                                       |
| ---------------------------------- | ------------------------------------- | ------------------------------ | ---------------- | ----------------------------------------- | -------------------------------------------- |
| The Boy Who Wouldn't Kill          | --                                    | Deutschland                    | 2009             | Linus de Paoli                            | Kurzfilm-Special: DFFB Goes Fantasy Filmfest |
| Bulimia Purpura                    | --                                    | Deutschland                    | 2013             | Alexander Pałucki                         | Kurzfilm-Special: DFFB Goes Fantasy Filmfest |
| Pilz                               | --                                    | Deutschland                    | 2010             | Lukas Feigelfeld                          | Kurzfilm-Special: DFFB Goes Fantasy Filmfest |
| Salem                              | --                                    | Deutschland                    | 2016             | Josefine Scheffler                        | Kurzfilm-Special: DFFB Goes Fantasy Filmfest |
| 亜人                               | Ajin – Demi-Human                     | Japan                          | 2017             | Katsuyuki Motohiro                        | Official Selection                           |
| American Animals                   | --                                    | Großbritannien, USA            | 2018             | Bart Layton                               | Official Selection                           |
| An Evening with Beverly Luff Linn  | --                                    | USA                            | 2018             | Jim Hosking                               | Official Selection                           |
| Anna and the Apocalypse            | Anna und die Apokalypse               | Großbritannien, USA            | 2018             | Jim Hosking                               | Abschlussfilm                                |
| Await Further Instructions         | Controlled - Bewahren Sie Ruhe        | Großbritannien                 | 2018             | Johnny Kevorkian                          | Official Selection                           |
| Bad Samaritan                      | Bad Samaritan – Im Visier des Killers | USA                            | 2018             | Dean Devlin                               | Official Selection                           |
| Boarding School                    | --                                    | USA                            | 2018             | Boaz Yakin                                | Official Selection                           |
| Bomb City                          | --                                    | USA                            | 2017             | Jameson Brooks                            | Official Selection                           |
| Gräns                              | Border                                | Schweden, Dänemark             | 2018             | Ali Abbasi                                | Centerpiece                                  |
| Buybust                            | --                                    | Philippinen                    | 2017             | Erik Matti                                | Official Selection                           |
| O Clube dos Canibais               | The Cannibal Club                     | Brasilien                      | 2018             | Guto Parente                              | Official Selection                           |
| The Cleaning Lady                  | --                                    | USA                            | 2018             | Jon Knautz                                | Official Selection                           |
| Climax                             | --                                    | Frankreich                     | 2018             | Gaspar Noé                                | Official Selection                           |
| Les Rivières pourpres              | Die purpurnen Flüsse                  | Frankreich, Deutschland        | 2018             | Ivan Fegyveres, Olivier Barma, Julius Ber | Official Selection                           |
| Cutterhead                         | --                                    | Dänemark                       | 2018             | Rasmus Kloster Bro                        | Official Selection                           |
| The Dark                           | --                                    | Österreich                     | 2018             | Justin P. Lange                           | Official Selection                           |
| Dead in a Week: Or Your Money Back | Dead in a Week (oder Geld zurück)     | Großbritannien                 | 2018             | Rasmus Kloster Bro                        | Official Selection                           |
| Dementia Part II                   | Dementia: Part II                     | USA                            | 2018             | Matt Mercer, Mike Testin                  | Official Selection                           |
| Desolation                         | --                                    | USA                            | 2017             | Sam Patton                                | Official Selection                           |
| Elizabeth Harvest                  | --                                    | USA                            | 2018             | Sebastian Gutierrez                       | Official Selection                           |
| Future World                       | --                                    | USA                            | 2018             | James Franco, Bruce Thierry Cheung        | Official Selection                           |
| Asian Girls                        | --                                    | Australien                     | 2017             | Hyun Lee                                  | Get Shorty                                   |
| Belle à croquer                    | --                                    | Frankreich                     | 2017             | Axel Courtière                            | Get Shorty                                   |
| BFF Girls                          | --                                    | USA                            | 2018             | Brian London                              | Get Shorty                                   |
| Lunch Ladies                       | --                                    | USA                            | 2017             | J.M. Logan                                | Get Shorty                                   |
| Muil (alt. Maw)                    | --                                    | Belgien                        | 2018             | Jasper Vrancken                           | Get Shorty                                   |
| Obah-chan                          | --                                    | USA                            | 2018             | Paul Thurwachter                          | Get Shorty                                   |
| 泣いている雌犬                     | Crying Bitch                          | Japan                          | 2017             | Reiki Tsuno                               | Get Shorty                                   |
| Follower                           | --                                    | Deutschland                    | 2018             | Jonathan Behr                             | Get Shorty                                   |
| Stay                               | --                                    | USA                            | 2017             | David Mikalson                            | Get Shorty                                   |
| Thursday Night                     | --                                    | Großbritannien, Portugal       | 2018             | Gonçalo Almeida                           | Get Shorty                                   |
| The Golem                          | Golem – Wiedergeburt                  | Israel                         | 2018             | Doron Paz, Yoav Paz                       | Official Selection                           |
| Hevi reissu                        | Heavy Trip                            | Finnland, Norwegen             | 2018             | James Franco, Bruce Thierry Cheung        | Official Selection                           |
| Hell Is Where the Home Is          | --                                    | USA                            | 2018             | Orson Oblowitz                            | Official Selection                           |
| 인간, 공간, 시간 그리고 인간       | Human, Space, Time and Human          | Südkorea                       | 2018             | Kim Ki-duk                                | Official Selection                           |
| In Darkness                        | --                                    | Großbritannien, USA            | 2018             | Anthony Byrne                             | Official Selection                           |
| El habitante                       | The Inhabitant                        | Mexiko                         | 2018             | Guillermo Amoedo                          | Official Selection                           |
| Au poste !                         | Die Wache                             | Frankreich                     | 2018             | Quentin Dupieux                           | Official Selection                           |
| Luz                                | --                                    | Deutschland                    | 2018             | Tilman Singer                             | Official Selection                           |
| Mandy                              | --                                    | USA                            | 2018             | Panos Cosmatos                            | Eröffnungsfilm                               |
| Marrowbone                         | Das Geheimnis von Marrowbone          | Spanien                        | 2017             | Sergio G. Sánchez                         | Official Selection                           |
| Mega Time Squad                    | --                                    | Neuseeland                     | 2018             | Tim van Dammen                            | Official Selection                           |
| Murder Me, Monster                 | --                                    | Argentinien, Frankreich, Chile | 2018             | Alejandro Fade                            | Official Selection                           |
| カメラを止めるな!                  | One Cut of the Dead                   | Japan                          | 2018             | Shin'ichirô Ueda                          | Official Selection                           |
| Our House                          | --                                    | Kanada, Deutschland, USA       | 2018             | Anthony Scott Burns                       | Official Selection                           |
| 杀破狼·贪狼                        | Paradox                               | Hongkong                       | 2017             | Wilson Yip                                | Official Selection                           |
| Piercing                           | --                                    | USA                            | 2018             | Nicolas Pesce                             | Official Selection                           |
| Prospect                           | --                                    | USA, Kanada                    | 2018             | Christopher Caldwell, Zeek Earl           | Official Selection                           |
| Puppet Master: The Littlest Reich  | Puppet Master: Das tödlichste Reich   | USA, Großbritannien            | 2018             | Sonny Laguna, Tommy Wiklund               | Official Selection                           |
| Ride                               | --                                    | USA                            | 2018             | Jeremy Ungar                              | Official Selection                           |
| Pengabdi Setan                     | Satan's Slaves                        | Indonesien, Südkorea           | 2017             | Joko Anwar                                | Official Selection                           |
| Solis                              | --                                    | Großbritannien                 | 2018             | Carl Strathie                             | Official Selection                           |
| St. Agatha                         | --                                    | USA                            | 2018             | Darren Lynn Bousman                       | Official Selection                           |
| Terrified                          | --                                    | Argentinien                    | 2017             | Demián Rugna                              | Official Selection                           |
| Under the Silver Lake              | --                                    | USA                            | 2018             | David Robert Mitchell                     | Director's Spotlight                         |
| Skyggenes dal                      | Valley of Shadows                     | Norwegen                       | 2017             | Jonas Matzow Gulbrandsen                  | Official Selection                           |
| Vargur                             | Vultures                              | Island, Dänemark, Schweden     | 2018             | Börkur Sigþórsson                         | Official Selection                           |
| What Keeps You Alive               | --                                    | Kanada                         | 2018             | Colin Minihan                             | Official Selection                           |
| Wildling                           | --                                    | USA                            | 2018             | Fritz Böhm                                | Official Selection                           |

Der Film Heavy Trip wurde mit dem Fresh Blood Award ausgezeichnet.